# Charles Guillard (1457-1537)
Pour les articles homonymes, voir Guillard.
Charles Guillard (ou Guillart), seigneur de L'Espichelière, Crénon, Vallon, Maigné et Souligné, est un magistrat et diplomate français, né vers 1457 à Châtellerault, mort le 13 novembre 1537 à Souligné-sous-Vallon (Maine).

## Biographie
Il était issu d'une famille du Poitou, mais son père, Jean Guillart, fut notaire et secrétaire du comte du Maine, au Mans, et son receveur général des finances, avant d'être nommé à la Chambre des Comptes de Paris en 1484 ; il avait reçu des lettres d'anoblissement en 1464 et était devenu seigneur de L'Espichelière à Souligné en 1477. Charles épousa Jeanne de Vignacourt ou Wignacourt († 4 décembre 1544), fille de Jacques, notaire et secrétaire du roi au Parlement (dont il eut notamment deux fils : André Guillard, seigneur du Mortier et de L'Espichelière, conseiller d'État, lui-même père d'André Guillard du Mortier, premier président du Parlement de Bretagne, et de Charles Guillart (évêque de Chartres en 1553, mort en 1573) ; et Louis Guillart, successivement évêque de Tournai, puis de Chartres (1525-1553, siège qu'il abandonna à son neveu), de Chalon et de Senlis).
D'abord avocat, il entra au Parlement de Paris comme conseiller clerc le 3 décembre 1482, puis passa conseiller lai en 1490. Appelé au Conseil du roi en mars 1496, maître des requêtes en août de la même année, conseiller de la ville de Paris en 1499, il devint président à mortier au Parlement de Paris le 13 juin 1508. Désigné comme conseiller au Parlement de Bretagne dès sa réorganisation en 1493, il en assura la première présidence pour les sessions de 1508 et 1513 (remplaçant dans cette fonction Jean de Ganay devenu chancelier de France). Il fut d'autre part président des Grands Jours de Poitiers en 1532. Il s'occupa entre autres, avec le premier président Jacques Olivier, de l'enquête sur les placards contre le concordat de Bologne (1518), et en mars 1524 fut le premier commissaire nommé pour examiner les comptes de Jacques de Beaune.
Dans le domaine de la diplomatie, il fut chargé, avec l'amiral de Bonnivet et Jean d'Albret, comte de Dreux, des délicates négociations menées en 1519 autour de l'élection de l'empereur germanique, titre disputé entre François Ier et Charles Quint.
En 1534, il résigna sa charge (désapprouvant le système de la vénalité des offices, très développé par François Ier, selon Moreri), et se retira sur sa terre familiale où il mourut vers l'âge de quatre-vingts ans.